# Penicillium griseolum
Penicillium griseolum är en svampart som beskrevs av G. Sm. 1957. Penicillium griseolum ingår i släktet Penicillium och familjen Trichocomaceae.   Inga underarter finns listade i Catalogue of Life.